# 독수리 광장

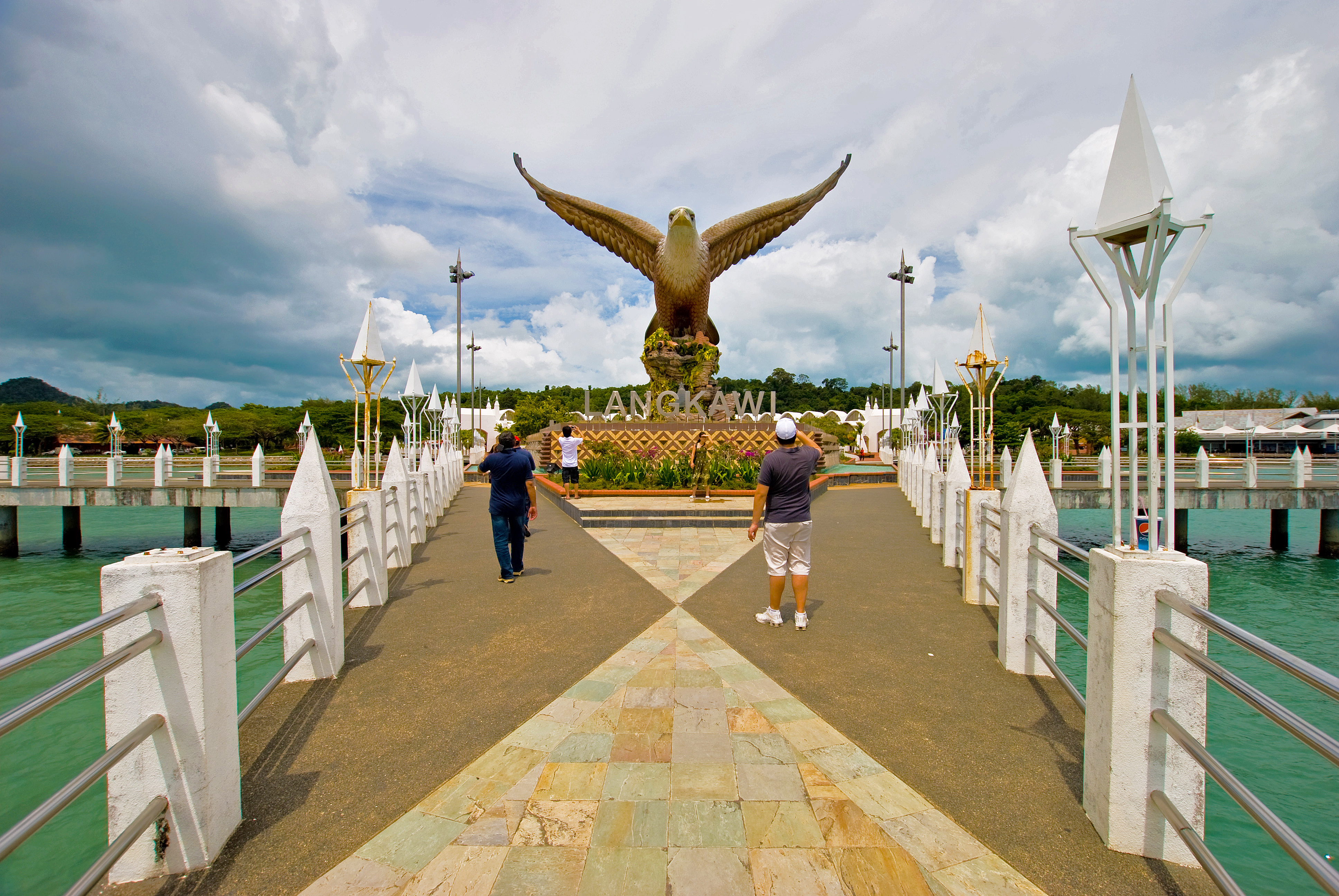
독수리 광장

독수리 광장(말레이어: Dataran Putra)은 말레이시아 크다주 랑카위섬 쿠아에 있는 광장이다. 광장에는 12 미터 높이의 랑카위의 랜드마크적 존재인 거대한 독수리 동상이 있으며, 페리로 쿠아에 오는 방문객을 맞이한다. 광장은 연못, 테라스, 다리가 있는 조경된 지역으로 방문객들이 바다를 산책하고 볼 수 있다.